# Orophea
Chi Tháp hình (danh pháp khoa học: Orophea) là chi thực vật có hoa trong họ Annonaceae.

## Phân bố
Nam Á, Đông Á và Đông Nam Á, bao gồm: Ấn Độ (cả các quần đảo Andaman, Nicobar), Borneo, Campuchia, Indonesia (Java, Maluku, Sulawesi, Sumatra, Tiểu Sunda), Lào, Malaysia, Myanmar, Philippines, Thái Lan, trung nam và đông nam Trung Quốc (cả Hải Nam), Việt Nam.

## Các loài
- Orophea acuminata A.DC., 1832
- Orophea alba Kessler, 1988
- Orophea brandisii Hook.f. & Thomson, 1872
- Orophea chlorantha Kessler, 1988
- Orophea chrysantha Kessler, 1988
- Orophea clemensiana Kessler, 1988
- Orophea corymbosa Miq., 1858
- Orophea creaghii (Ridl.) Leonardía & Kessler, 2001
- Orophea cumingiana S.Vidal, 1885
- Orophea cuneiformis King, 1892
- Orophea desmos Pierre, 1881 – Tháp hình chuỗi.
- Orophea dodecandra Miq., 1865
- Orophea dolichocarpa Merr., 1926
- Orophea enneandra Blume, 1825
- Orophea enterocarpa Maingay ex Hook.f., 1872
- Orophea erythrocarpa Bedd., 1861
- Orophea flagellaris Kessler, 1988
- Orophea fusca Craib, 1925
- Orophea glabra Merr., 1905
- Orophea hainanensis Merr., 1925
- Orophea harmandiana Pierre, 1881 – Tháp hình Harmand.
- Orophea hastata King, 1892
- Orophea hexandra Blume, 1825
- Orophea hirsuta King, 1892 – Tháp hình lông.
- Orophea katschallica Kurz, 1875
- Orophea kerrii Kessler, 1988
- Orophea kingiana Leonardía & Kessler, 2001
- Orophea kostermansiana Kessler, 1988
- Orophea laotica Leonardía & Kessler, 2001
- Orophea laui Leonardía & Kessler, 2001
- Orophea leuseri Kessler, 1990
- Orophea leytensis Merr., 1916
- Orophea maculata Scort. ex King, 1892
- Orophea malabarica Sasidh. & Sivar., 1990
- Orophea malayana Kessler, 1990
- Orophea megalophylla Kessler, 1988
- Orophea merrillii Kessler, 1988
- Orophea monosperma Craib, 1915
- Orophea multiflora Jovet-Ast, 1940 – Tháp hình nhiều hoa.
- Orophea myriantha Merr., 1922
- Orophea narasimhanii Karthig., Sumathi & Jayanthi, 2010
- Orophea nitida (Roxb. & G.Don) Meade ex I.M.Turner, 2014
- Orophea parvifolia Merr., 1934
- Orophea polycarpa A.DC., 1832 – Tháp hình nhiều trái, tháp hình dúng.
- Orophea rubra Kessler, 1988
- Orophea sagittalis H.Okada, 2014
- Orophea salacifolia Hutch., 1923
- Orophea sarawakensis Kessler, 1990
- Orophea sericea Kessler, 1988
- Orophea siamensis Craib, 1922
- Orophea sivarajanii Sasidh., 1999
- Orophea thomsonii Bedd., 1861
- Orophea thorelii Pierre, 1881 – Tháp hình Thorel.
- Orophea tonkinensis Finet & Gagnep., 1906 – Tháp hình bắc.
- Orophea torulosa Hutch., 1923
- Orophea trigyna Miq., 1865
- Orophea uniflora Hook.f. & Thomson, 1855
- Orophea wenzelii Merr., 1914
- Orophea yunnanensis P.T.Li, 1976
- Orophea zeylanica Hook.f. & Thomson, 1855